# قاسم مسعودی
قاسم مسعودی سیاست‌مدار ایرانی بود، که در  دوره بیستم   بعنوان نماینده دماوند در مجلس شورای ملی حضور داشت.